# 米夏埃尔·察赫里斯
米夏埃尔·察赫里斯（德語：Michael Zachries，1943年10月29日—2021年7月28日），德国男子帆船运动员。他曾代表东德参加1976年和1980年夏季奥林匹克运动会帆船比赛，其中1976年奥运会获得一枚铜牌。